# Autophila perornata
Autophila perornata är en fjärilsart som beskrevs av Charles Boursin 1948. Autophila perornata ingår i släktet Autophila och familjen nattflyn. Inga underarter finns listade i Catalogue of Life.